# Односи Србије и Сирије
Односи Србије и Сирије су инострани односи Републике Србије и Сиријске Арапске Републике.

## Билатерални односи
Дипломатски односи са Сиријом су успостављени 1946. године.
Министар спољних послова Републике Србије посетио је Сиријску Арапску Републику маја 2009. године.
Сирија није признала једнострано проглашење независности Косова. Сирија је гласала против пријема Косова у УНЕСКО 2015.

### Економски односи
- У 2020. укупна робна размена износила је 18,2 милиона УСД. Извоз из Србије вредео је 458.000 долара а увоз 17,8 милиона.
- У 2019. укупно је размењено робе за 13 милиона УСД. Извоз је вредео нешто више од 1 милион а увоз 12 милиона.
- У 2018. укупна робна размена износила је 22,4 милиона УСД. Извоз из Србије вредео је 445.000 долара а увоз 22 милиона.[2][3]

### Дипломатски представници

#### У Београду
- Мухамед Хаџ Ибрахим, амбасадор
- Мазен Обеид, отправник послова
- Сулејман Абу Дијаб, амбасадор
- Исмаил ал Кади, амбасадор
- Акади Исмаил, амбасадор
- Аднан Начабе, амбасадор
- Насер Кедура, амбасадор
- Ахмед А. Керим, амбасадор
- Муниб Рифаи, амбасадор

#### У Дамаску
Амбасада Републике Србије у Дамаску (Сирија) радно покрива Јордан.
- Милан Вијатовић, отправник послова
- Јован Вујасиновић, амбасадор, 2009. - 2013.
- Гордана Аничић, амбасадор, - 2009.
- Милутин Ојданић, амбасадор, - 2003.
- Зоран С. Поповић, амбасадор, 1995. - 1999.
- Радмило Тројановић, амбасадор, 1989. -
- Даворин Костањшек, амбасадор, 1985. - 1989.
- Јован Печеновић, амбасадор, 1981. - 1985.
- Димитар Јаневски, амбасадор, 1977. - 1981.
- Воислав Пекић, амбасадор, 1973. - 1977.
- Мирко Јакше, амбасадор, 1969. - 1973.
- Мустафа Виловић, амбасадор, 1965. - 1969.
- Славко Зоре, посланик, 1955—